# Jüri Pihl

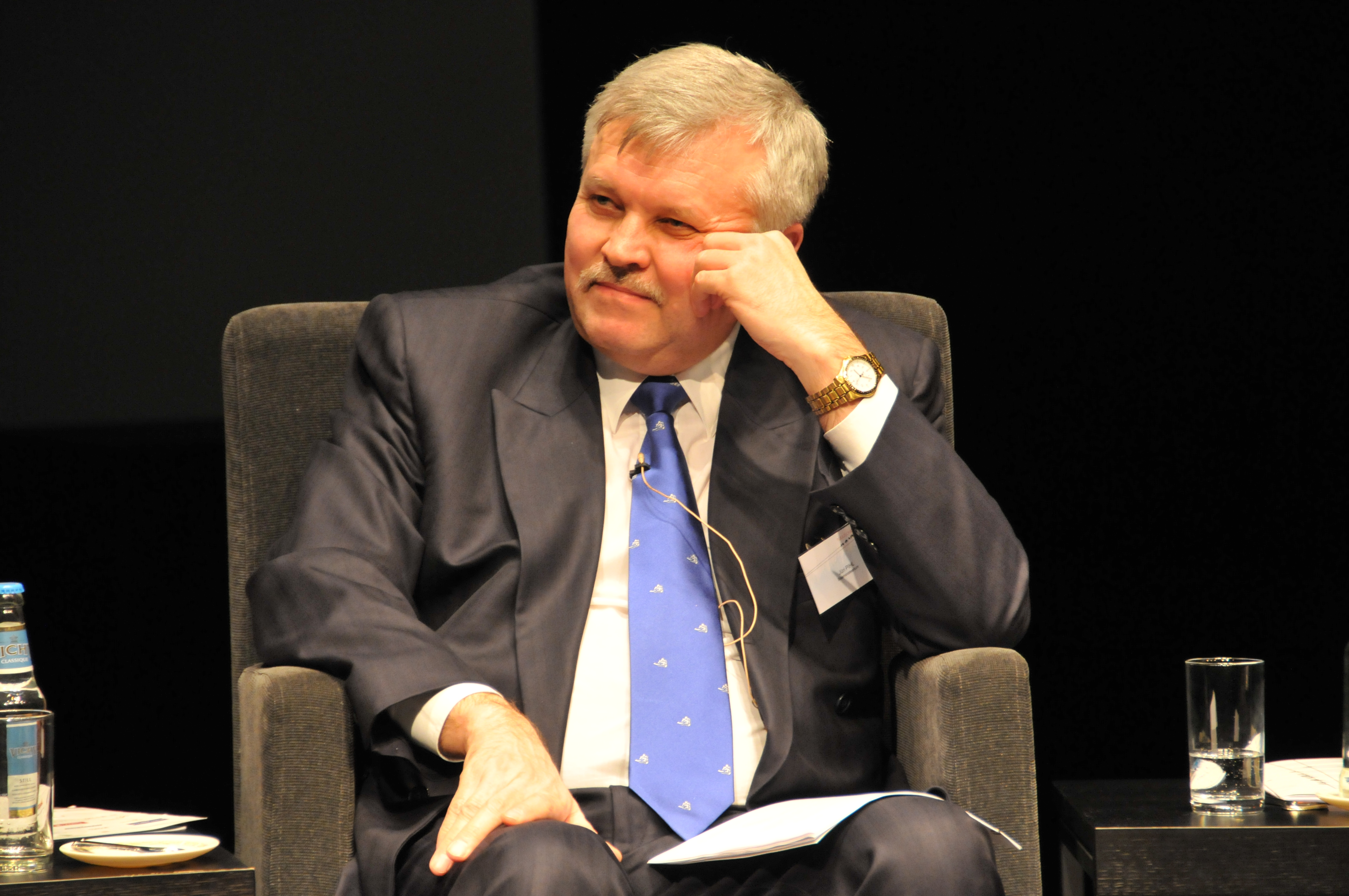
Jüri Pihl (2008)

Jüri Pihl (* 17. März 1954 in Kuressaare; † 3. Februar 2019) war ein estnischer Politiker. Er war von April 2007 bis Mai 2009 Innenminister der Republik Estland.

## Leben und Politik
Jüri Pihl studierte von 1977 bis 1982 Rechtswissenschaft an der Universität Tartu. Bereits ab 1975 war er bei der Polizei der Estnischen SSR beschäftigt: von 1975 bis 1986 als Kriminalinspektor, von 1986 bis 1988 als Abteilungsleiter bei der Tallinner Kriminalpolizei, von 1988 bis 1990 als Leiter der Miliz von Võru und von 1990 bis 1991 als Leiter der Kriminalpolizei von Tallinn.
Mit Wiedererlangung der estnischen Unabhängigkeit war Pihl von 1991 bis 1993 Leiter der Abteilung Sicherheitspolizei des estnischen Polizeiamts und von 1993 bis 2003 Direktor des Sicherheitspolizeiamtes. Von 2003 bis 2005 bekleidete er das Amt des Generalstaatsanwalts der Republik Estland. Von 2005 bis 2007 war er Staatssekretär im estnischen Justizministerium.
Von April 2007 bis Mai 2009 war Jüri Pihl im Kabinett von Ministerpräsident Andrus Ansip estnischer Innenminister. Er gehörte der Sozialdemokratischen Partei Estlands (SDE) an, zu deren Vorsitzendem er am 7. März 2009 gewählt wurde. Im Oktober 2010 wurde Sven Mikser zu seinem Nachfolger als Parteivorsitzender gewählt.

## Privatleben
Jüri Pihl war geschieden und hatte ein Kind.